# فرانك ميلز (عازف بيانو)
فرانك ميلز (بالإنجليزية: Frank Mills)‏ (و. 1942  م) هو عازف بيانو كندي، ولد في مونتريال، يستخدم آلات بيانو.

## التعليم
تعلم في جامعة مكغيل.

## جوائز
حصل على جوائز منها:
- جائزة جونو لأفضل ألبوم موسيقي في السنة [الإنجليزية]‏ (1981)
- جائزة جونو لأفضل كاتب موسيقي في السنة [الإنجليزية]‏ (1980)
- جائزة جونو لأفضل ألبوم موسيقي في السنة [الإنجليزية]‏ (1980).